# Salama Moussa
Salama Moussa (àrab: سلامة موسى, Salāma Mūsà) (Zagazig, 1887 - el Caire, 4 d'agost de 1958) va ser un notable periodista egipci i reformador a la dècada dels 1920. Nascut en una família cristiana copta, Moussa era conegut pel seu gran interès en la ciència i la cultura, a més de la seva creença ferma en la intel·ligència humana com a garant del progrés i la prosperitat. El 1908 va viatjar a Europa, on va formar-se en literatura, filosofia, ciències socials i ciències naturals, unes matèries que va continuar estudiant al llarg de la seva vida.
Moussa pertanyia a un grup d'intel·lectuals que va exigir amb vehemència la simplificació de la llengua àrab i la seva gramàtica, i el reconeixement de l'àrab egipci com a llengua egípcia moderna, cosa que va aixecar les crítiques dels seus adversaris conservadors. L'àrab estàndard s'havia mantingut sense canvis durant generacions, i la majoria de la població egípcia era analfabeta. Això va provocar que Moussa i altres pensadors advoquessin per escriure en la llengua vernacla. Actualment, la simplificació i la modernització de la llengua a Egipte continuen sent objecte de debat i els escrits de Salama Moussa encara són vigents, potser fins i tot més que abans.
Salama Moussa va emmalaltir greument i va morir el 4 d'agost de 1958.

## Publicacions
- Pensaments divins i el seu origen (1912)
- Tractat sobre el socialisme (1913)
- Els amors més coneguts de la Història (1925, revisat i reanomenat "L'amor en la història" al voltant de 1949)
- Qüestions de lectura sobre les eleccions (1926)
- Somnis d'un filòsof (1926)
- Llibertat de Pensament i els seus representants (1927)
- Secrets de la vida interior (1927, revisada en 1948)
- Història de l'Art i les peces de treball més conegut (1927)
- Avui i demà (1928)
- Descens i Desenvolupament de la Humanitat (1928)
- Històries (1939)
- Sobre la vida i la Cultura (1930, revisat i reanomenat "Cultura i Vida" el 1956)
- Els nostres deures i les tasques dels Països Estrangers (1931)
- Gandhi i la Revolució Índia (1934)
- Renaixement a Europa (1935, revisada a títol pòstum el 1962 i reanomenada "Què és el Renaixement")
- Egipte, el lloc on va començar la civilització (1935, edició ampliada en 1948)
- El Món en 30 anys (1936)
- Cultura anglesa moderna (1936, edició ampliada el 1956)
- La nostra vida a partir del 50 (1944, edició ampliada el 1956)
- La llibertat de pensament a Egipte (1945, aquest treball mostra clarament fins a quin punt Salama Moussa va estar influenciat per la cultura europea, en concret per Voltaire.)
- L'eloqüència i la llengua àrab (1945, edició ampliada l'any 1953 i a títol pòstum el 1964)
- El meu intel·lecte i el teu (1947, edició ampliada el 1953)
- Els anys d'aprenentatge de Salama Moussa (1947. Es tracta d'una de les primeres autobiografies conegudes a l'àrea de la llengua Àrab)
- El veritable camí de la Joventut (1949)
- Intents de Psicologia (1953. El títol es va canviar per "Intents" el 1963)
- Aquests són els meus mentors (1953, s'hi inclou una discussió molt obstinada sobre les obres de Goethe, ampliat a títol pòstum el 1965)
- El Llibre de les Revolucions (1955)
- Estudis Psicològics (1956)
- La dona no és la joguina de l'home (1956, una controvèrsia molt primerenca sobre l'alliberament (emancipació) de la dona en aquells moments, especialment a l'orient)
- George Bernard Shaw (1957, escriptor a qui va anar a conèixer a Anglaterra, ampliat a títol pòstum el 1977)
- Els intents del jovent (a títol pòstum 1959)
- Escrits prohibits (a títol pòstum 1959)
- La Humanitat és l'orgull de la Creació (a títol pòstum 1961)